# Nicole Franklin
Nicole Franklin Harris es un personaje ficticio de la serie de televisión australiana Home and Away, interpretada por la actriz Tessa James desde el 18 de abril de 2008, hasta el 14 de junio de 2011. Tessa anunció su saluda de la serie después de tres años y medio en marzo del 2011.

## Biografía
En el 2008 Nicole apareció por primera vez en Summer Bay cuando llegó a la casa de su padre Roman Harris, al inicio se sintió atraída por el chico malo Aden Jefferies, quien vivía con Roman en ese momento. Llegó a Bay como un torbellino, usando ropa de diseñador, con una actitud de princesa, malcriada y creyéndose el centro del universo. 
Poco después Nicole hizo una apuesta con Aden de que podía conseguir acostarse con Geoff Campbell antes de dos semanas, sin embargo Geoff y Belle Taylor descubren la verdad e hicieron que Nicole quedara humillada en frente de toda la escuela. Roman decidió averiguar la verdadera razón por la que Nicole se había alejado de su madre y se había mudado con él y Nicole le dijo que su madre la había echado de la casa después de decirle que su esposo Roy había intentado seducirla y no le creyera.
Nicole es muy buena amiga de Ruby Buckton, Indi Walker y Romeo Smith, a este último lo considera como a un hermano.
Nicole continuó con su mala actitud y poco después se sintió atrída por el nuevo chico Elliot Gillen, a pesar de la desaprobación de su padre comenzó a salir con él, luego de que Nicole desapareciera durante algunos días, Roman y Charlie Buckton la encontraron en la casa de Elliot, luego de enfrentárseles Elliot decidió irse de Bay, pero antes invitó a Nicole a una clase de buceó.
Ignorando las advertencias de todos los que le decían que se alejara de él, Nicole decidió ir, solo pare ser secuestrada por él. Geoff convencido de que algo estaba mal decidió ir con ellos, en el mar Nicole y Elliot fueron a bucear pero cuando Elliot regresó sin Nicole, Geoff comenzó a sospechar y luego de preguntarle dónde estaba Elliot lo amenazó con un arpón así que Geoff se vio obligado a saltar del barco, sin embargo Elliot logró disparar y darle en la pierna. Geoff se las arregló para encontrar a Nicole en el fondo del mar, pero la perdió y se separaron, sin embargo ambos despertaron en una isla y durante los días que pasaron ahí Geoff y Nicole durmieron juntos. 
Poco después de ser rescatados las cosas se volvieron difíciles ya que se dieron cuenta de que eran muy diferentes y terminaron. Luego Geoff comenzó a salir con Melody Jones lo que provocó los celos de Nicole quien decidió postularse para capitana de la escuela con el único fin de ganarle. Nicole recibió una llamada de su madre Natalie diciéndole que necesitaba su ayuda ya que había echado a Roy, ahí Natalie decidió organizar una fiesta para Nicole e invitó a su ex, Trey Palmer quien le dijo que su madre le había mentido y que en realidad Roy la había dejado, Nicole desilusionada le pidió a Geoff que la llevara de vuelta a Bay.
Unos días después Natalie llegó a la bahía para intentar arreglar la relación con su hija, al inicio no la aceptó, pero después de hablar con su padre Nicole decidió darle una segunda oportunidad, poco después una Natalie borracha dejó conducir a Nicole, quien no tenía licencia y en el camino fueron detenidas por la oficial Charlie Buckton. Nicole salió con una advertencia y Natalie decidió irse de Bay pero no antes de hacer las paces con ella. 
Poco después Nicole y Geoff regresaron pero la relación se vio amenazada cuando Melody regresó a Bay con el objetivo de ganarse a Geoff de nuevo. Melody logró que Nicole perdiera la capitanía de la escuela y se las arregló para que Geoff la invitara al baile formal, Nicole furiosa invitó a un muchacho mayor como venganza, sin embargo las cosas mejoraron un poco cuando le devolvieron la capítania.
Nicole comenzó a intervenir en la vida de Aden cuando rechazó el trabajo que había él conseguido, Aden furioso hizo que Nicole lo ayudara a recuperar su trabajo. Poco después Nicole se ofendió cuando Freya hizo una "Lista Hot" y cuando fue a confrontarla Freya la besó, desde entonces se hicieron amigas, a pesar de que Geoff no estaba de acuerdo. La relación enfrentó de nuevo problemas cuando Nicole votó por la idea de Trey en vez por la suya para el funeral de Dan Baker lo que ocasionó que Geoff la acusara de coquetear con Trey, el siguiente problema fue el día del concierto de Liam Murphy cuando Geoff quiso irse pero Nicole quiso quedarse, luego Trey trató de besarla pero Nicole lo rechazó sin embargo Geoff no le creyó. Después de tantos problemas Nicole decidió hacerle un viaje sorpresa y llevarlo unos días a la isla en donde se habían quedado seis meses antes, sin embargo la felicidad no duró luego de que se encontraran con un hombre extraño llamado Derrick quien solo hablaba de matar gente. Cuando trataron de escapar Derrick los persiguió pero Geoff se las arregló para golpearlo en la cabeza y al día siguiente fueron rescatados por Roman y Hugo Austin, pero la experiencia causó una enorme brecha en su relación que eventualmente hizo que terminaran para siempre. 
Poco después Nicole quedó devastada al enterarse de que Geoff había dormido con su nueva novia Claudia Hammond y se enfrentó a más problemas cuando su padre comenzó a desquitar su enojo con ella y Aden, luego de haber sufrido un accidente automovilístico que lo dejó ciego durante un tiempo, ambos sintiéndose vulnerables terminaron durmiendo juntos pero fueron descubiertos por Belle y Roman decidió echar a Aden de la casa. 
Luego Roman fue enviado a prisión por haber matado a Mark Gillen, un compañero durante sus días en el SAS, después de una emocional despedida Nicole quedó devastada, pero logró recuperarse con la ayuda de sus amigos. Nicole se sintió atríada hacia el doctor Sid Walker, aunque este al inicio rechazó sus avances, poco después comenzaron una relación pero esta no duró luego de que Indigo, al hija de Sid y amiga de Nicole, los descubriera y sufriera un accidente, luego de recuperarse, Sid decidió irse de Bay. Luego Nicole comenzó a salir con Liam pero la relación terminó. 
Poco después comenzó a salir con Aden, quien en un inició hizo que la relación fuera un poco dura ya que recientemente acababa de perder a su esposa, Belle Taylor. Sin embargo la relación terminó cuando Aden dejó Summer Bay para iniciar una nueva vida en el ejército junto a su hermano Justin Jefferies.
Nicole termina su relación con Penn Graham, sin embargo poco después regresan. Cuando Nicole se encontraba en la playa Penn se acercó a ella para disculparse por todo lo que le había hecho, mientras se encontraban platicando Nicole se pinchó con una jeringa, en el hospital Penn le confiesa que él tomó la jeringa del hospital y la puso en la arena, por lo que Nicole terminó con él, enseguida Nicole comenzó a darse cuenta de todas las maldades que Penn había estado haciendo no solo a ella sino a otros residentes de la bahía. 
Más tarde Penn desapareció y poco después se encontró su cuerpo sin vida a las orillas del mar, enseguida el Detective Robert Roberson a tratar de descubrir quien había sido el culpable. Poco después Nicole se entera de que estaba embarazada de Penn y durante la boda de Gina y John Palmer le revela a Marilyn Chambers su embarazo. Poco después decide irse con Marilyn para practicarse un aborto, sin embargo al regresar a la bahía en el 2011 reveló que no aborto al bebé y en cambio había decidido que Marylin lo adoptara cuando naciera.
Poco después Nicole conoce a Angus McCathie y comienzan a salir, incluso él la acompaña a las clases prenatales. Sin embargo cuando se entera de que Nicole le dará al bebé a Marilyn, comienza a sentir que la situación es mucho para él y le dice a Nicole que necesita tiempo, por lo que rompen. Poco después mientras se encuentra caminando en la playa con Angelo Rosetta, Nicole comienza a sentir contracciones y con la ayuda de Angelo da a luz ahí a su hijo, George.
Más tarde después del nacimiento de George, Nicole se lo entrega a Marilyn y todo va bien por un momento, incluso Nicole empieza a salir con Angelo, sin embargo más tarde se da cuenta de que quiere de regreso a su hijo y cuando le dice la verdad a Marilyn esta queda destrozada e intenta huir con el bebé, sin embargo recapacita y se lo regresa a Nicole, quien poco despsués decide mudarse de la bahía con George y Angelo. 